# 8초의 승부
《8초의 승부》(영어: 8 Seconds)는 미국에서 제작된 존 G. 애빌슨 감독의 1994년 서부 전기 드라마 영화이다. 프로 로데오 카우보이 레인 프로스트의 삶을 다루었다. 루크 페리 등이 출연하였고, 마이클 섐버그 등이 제작에 참여하였다.

## 출연진
- 루크 페리
  - 캐머런 핀리
- 스티븐 볼드윈
- 레드 미첼
- 신시아 기어리
- 제임스 레브혼
- 캐리 스노드그레스
- 린든 애슈비
- 로니 클레어 에드워즈
- 러네이 젤위거
- 브룩스 앤드 던
- 빈스 길

## 기타 제작진
- 미술: 윌리엄 J. 캐시디
- 의상: 디나 어펠